# Dominator (album U.D.O.)
Dominator — dwunasty album studyjny niemieckiego zespołu heavymetalowego U.D.O. wydany 21 sierpnia 2009 roku przez AFM Records.

## Lista utworów
1. „The Bogeyman” – 4:03
2. „Dominator” – 4:44
3. „Black And White” – 4:08
4. „Infected” – 3:36
5. „Heavy Metal Heaven” – 4:20
6. „Doom Ride” – 5:21
7. „Stillness Of Time” – 6:31
8. „Devil's Rendezvous” – 3:35
9. „Speed Demon” – 4:04
10. „Whispers In The Dark” – 4:26

## Single
1. „Infected” (EP) – 26 czerwca 2009

## Wideografia
- "Black And White" – 2009

## Twórcy
- Udo Dirkschneider – śpiew
- Stefan Kaufmann – gitara elektryczna
- Igor Gianola – gitara elektryczna
- Fitty Wienhold – gitara basowa
- Francesco Jovino – perkusja